# Nati il 24 gennaio
| Questa pagina contiene informazioni ricavate automaticamente dalle voci biografiche con l'ausilio del template Bio e di un bot. L'aggiornamento è periodico e automatico e ricostruisce completamente la pagina. Se manca una persona in questa lista, sei pregato di non aggiungerla, ma accertati piuttosto che la sua voce biografica contenga il template Bio e che i dati anagrafici siano correttamente compilati. Se il template Bio manca, inseriscilo tu stesso o, in alternativa, metti l'avviso {{tmp\|Bio}} che ne segnala la mancanza. Se i dati riportati sono sbagliati, correggi direttamente la voce biografica; le modifiche saranno visibili in questa lista entro pochi giorni. Per chiarimenti vedi il progetto biografie. La lista contiene solo le 1.204 persone che sono citate nell'enciclopedia e per le quali è stato implementato correttamente il template Bio. Pagina aggiornata al 13 ago 2025. |

## I secolo(1)
- 76 - Adriano, imperatore romano († 138)

## XIII secolo(1)
- 1287 - Richard de Bury, religioso e scrittore inglese († 1345)

## XIV secolo(1)
- 1391 - Giovanna di Valois, principessa francese († 1433)

## XV secolo(1)
- 1472 - Guidobaldo da Montefeltro, militare italiano († 1508)

## XVI secolo(5)
- 1534 - Setthathirat I, sovrano laotiano († 1571)
- 1540 - Edmund Campion, presbitero e gesuita inglese († 1581)
- 1547 - Giovanna d'Austria, sovrana († 1578)
- 1561 - Camillo Cortellini, compositore italiano († 1630)
- 1594 - Pierre de Marca, arcivescovo cattolico e storico francese († 1662)

## XVII secolo(11)
- 1602 - Mildmay Fane, II conte di Westmorland, politico inglese († 1666)
- 1633 - Girolamo Borgia il giovane, scrittore, poeta e vescovo cattolico italiano († 1683)
- 1634 - Paolo Amato, architetto italiano († 1714)
- 1652 - Nicolas Chalon du Blé d'Uxelless, generale e diplomatico francese († 1730)
- 1664 - John Vanbrugh, architetto e drammaturgo inglese († 1726)
- 1670 - William Congreve, drammaturgo inglese († 1729)
- 1672 - Alberto Federico di Brandeburgo-Schwedt, principe († 1731)
- 1679 - Christian Wolff, filosofo e giurista tedesco († 1754)
- 1684 - Carlo I Alessandro di Württemberg, principe tedesco († 1737)
- 1689 - Gaspare Diziani, pittore italiano († 1767)
- 1696 - Troiano Acquaviva d'Aragona, cardinale e arcivescovo cattolico italiano († 1747)

## XVIII secolo(36)
- 1702 - Federica Enrichetta di Anhalt-Bernburg, nobile († 1723)
- 1705 - Farinelli, cantante castrato italiano († 1782)
- 1709 - Dom Bedos de Celles, monaco cristiano, organaro e organista francese († 1779)
- 1712 - Federico II di Prussia, re († 1786)
- 1714 - Joseph-Henri Bouchard d'Esparbez de Lussan, generale e diplomatico francese († 1788)
- 1714 - Angiolo Tavanti, giurista e politico italiano († 1781)
- 1732 - Pierre-Augustin Caron de Beaumarchais, drammaturgo francese († 1799)
- 1733 - Joseph Caillot, attore e cantante francese († 1816)
- 1733 - Benjamin Lincoln, generale e politico statunitense († 1810)
- 1739 - Jean Nicolas Houchard, generale francese († 1793)
- 1743 - Anne Luttrell, nobildonna irlandese († 1808)
- 1743 - Paolo Giuseppe Solaro, cardinale e vescovo cattolico italiano († 1824)
- 1746 - Gustavo III di Svezia, re († 1792)
- 1749 - Charles James Fox, politico britannico († 1806)
- 1758 - Frederick Ponsonby, III conte di Bessborough, nobile inglese († 1844)
- 1760 - Joseph Hélie Désiré Perruquet de Montrichard, militare francese († 1828)
- 1761 - Johann Christian Reinhart, pittore, incisore e illustratore tedesco († 1847)
- 1763 - Louis Alexandre Andrault de Langéron, generale francese († 1831)
- 1764 - Étienne-Jean-François Borderies, vescovo cattolico, teologo e letterato francese († 1832)
- 1767 - Anthony Christiaan Winand Staring, poeta olandese († 1840)
- 1772 - Luigi Matteucci, giurista, magistrato e politico italiano († 1841)
- 1776 - Ernst Theodor Amadeus Hoffmann, scrittore, compositore e pittore tedesco († 1822)
- 1777 - Ildefonso Díez de Rivera, politico spagnolo († 1846)
- 1777 - Emanuele di Mensdorff-Pouilly, generale austriaco († 1852)
- 1778 - Carlo Ferdinando di Borbone-Francia, nobile francese († 1820)
- 1779 - Luisa Maria di Baden († 1826)
- 1781 - Louis-Mathieu Molé, politico francese († 1855)
- 1782 - Francesco Maria Barzellotti, vescovo cattolico italiano († 1861)
- 1787 - Wilhelm August Julius Albert, mineralogista e inventore tedesco († 1846)
- 1787 - Christian Ludwig Brehm, ornitologo tedesco († 1864)
- 1792 - Friedrich Wilhelm von Brandenburg, generale e politico prussiano († 1850)
- 1792 - Karl August von Brandenstein, generale prussiano († 1863)
- 1795 - Achilles Bischoff, politico e dirigente d'azienda svizzero († 1867)
- 1798 - Théodore Caruelle d'Aligny, pittore francese († 1871)
- 1798 - Karl Georg Christian von Staudt, matematico tedesco († 1867)
- 1798 - Karl von Holtei, drammaturgo tedesco († 1880)

## XIX secolo(159)
- 1801 - Pellegrino Canestri-Trotti, politico italiano († 1877)
- 1801 - Félicie de Fauveau, scultrice francese († 1886)
- 1804 - Józef Dietl, medico austriaco († 1878)
- 1804 - Delphine de Girardin, scrittrice francese († 1855)
- 1808 - Seth e Mary Eastman, illustratore statunitense († 1875)
- 1808 - Théodore Muret, drammaturgo, storico e saggista francese († 1866)
- 1808 - Timoteo Riboli, medico, patriota e scrittore italiano († 1895)
- 1810 - Gustav Woldemar Focke, biologo, medico e botanico tedesco († 1877)
- 1813 - John Shae Perring, egittologo e antropologo britannico († 1869)
- 1813 - Francesco Simonetta, patriota e politico italiano († 1863)
- 1813 - Augusto di Württemberg, generale prussiano († 1885)
- 1814 - Pierre-Frédéric Dorian, politico e imprenditore francese († 1873)
- 1814 - Elena di Meclemburgo-Schwerin, duchessa († 1858)
- 1816 - Coles Bashford, politico e avvocato statunitense († 1878)
- 1816 - Wilhelm Henzen, filologo e epigrafista tedesco († 1887)
- 1819 - Heinrich Adolf Rinne, medico tedesco († 1868)
- 1819 - Johann Jakob Weilenmann, alpinista e scrittore svizzero († 1896)
- 1820 - Hamengkubuwono V, sovrano indonesiano († 1855)
- 1820 - Henry Jarvis Raymond, giornalista e politico statunitense († 1869)
- 1820 - Feliks Nikolaevič Sumarokov-Ėl'ston, generale russo († 1877)
- 1821 - Heungseon Daewongun, politico coreano († 1898)
- 1821 - Liévin De Winne, pittore belga († 1880)
- 1822 - Grgo Martić, presbitero e scrittore bosniaco († 1905)
- 1823 - Julien Belleville, inventore e imprenditore francese († 1896)
- 1826 - Rodrigo Nolli, patriota e politico italiano († 1875)
- 1827 - John Broadus, predicatore e teologo statunitense († 1895)
- 1828 - Ferdinand Julius Cohn, botanico e biologo tedesco († 1898)
- 1829 - Yechiel Michel Epstein, rabbino e religioso russo († 1908)
- 1831 - Amato Amati, geografo e storico italiano († 1904)
- 1832 - Agostino Ricci, politico e militare italiano († 1896)
- 1834 - Giuseppe Miraglia, politico e magistrato italiano († 1896)
- 1835 - Charles Kendall Adams, storico statunitense († 1902)
- 1835 - Friedrich Polack, educatore e scrittore tedesco († 1915)
- 1836 - Signe Rink, scrittrice e etnologa danese († 1909)
- 1836 - Gioacchino Toma, pittore e patriota italiano († 1891)
- 1837 - Giacinto Pullino, ingegnere navale italiano († 1898)
- 1840 - Carlo Gargiolli, filologo italiano († 1887)
- 1840 - Julia Duncan-Haldane, nobildonna inglese († 1915)
- 1841 - Robert Williams, arciere statunitense († 1914)
- 1842 - Bruno Chimirri, politico italiano († 1917)
- 1842 - August Mustel, organista e inventore francese († 1919)
- 1843 - Paolo Carcano, politico italiano († 1918)
- 1843 - Josip Stadler, arcivescovo cattolico croato († 1918)
- 1844 - Franziskus von Paula Schönborn, cardinale e arcivescovo cattolico ceco († 1899)
- 1846 - Dario Papa, giornalista e politico italiano († 1897)
- 1846 - Isidore Verheyden, pittore belga († 1905)
- 1847 - Teuira Henry, insegnante, etnologa e linguista tahitiana († 1915)
- 1847 - Radomir Putnik, generale e politico serbo († 1917)
- 1847 - John Joseph Frederick Otto Zardetti, arcivescovo cattolico, teologo e funzionario svizzero († 1902)
- 1848 - Charles Aubert, ammiraglio francese († 1915)
- 1848 - Vasilij Ivanovič Surikov, pittore russo († 1916)
- 1850 - Hermann Ebbinghaus, psicologo e filosofo tedesco († 1909)
- 1850 - Giuseppe Mori, cardinale italiano († 1934)
- 1853 - Sigbert Josef Maria Ganser, psichiatra tedesco († 1931)
- 1853 - Giulio Masini, politico e medico italiano († 1937)
- 1853 - Paul Julius Möbius, scienziato e neurologo tedesco († 1907)
- 1854 - Elisa Ciccodicola, pianista italiana († 1950)
- 1854 - Paul Natorp, filosofo e storico tedesco († 1924)
- 1855 - Frank Hadow, tennista e crickettista britannico († 1946)
- 1855 - Charles Henry Niehaus, scultore statunitense († 1935)
- 1859 - Mario Pilo, psicologo, filosofo e critico d'arte italiano († 1920)
- 1859 - Paolo Sala, pittore e docente italiano († 1924)
- 1860 - Giovanni Alfredo Cesareo, poeta, critico letterario e drammaturgo italiano († 1937)
- 1861 - Francesco Carchidio Malavolti, militare italiano († 1894)
- 1861 - Jiří Stanislav Guth-Jarkovský, dirigente sportivo cecoslovacco († 1943)
- 1862 - Edith Wharton, scrittrice e poetessa statunitense († 1937)
- 1862 - Alfonso di Baviera, generale tedesco († 1933)
- 1863 - August Adler, matematico tedesco († 1923)
- 1863 - Fabio Guidi, imprenditore e politico italiano († 1944)
- 1863 - Adli Yakan Pascià, politico egiziano († 1933)
- 1864 - Marguerite Durand, giornalista francese († 1936)
- 1864 - Gaetano Giardino, generale e politico italiano († 1935)
- 1864 - Alfredo Ricci, pittore e illustratore italiano († 1889)
- 1864 - Alberto Salucci, magistrato e politico italiano († 1942)
- 1865 - Ciro Caversazzi, letterato italiano († 1947)
- 1866 - Jaan Poska, politico, avvocato e diplomatico estone († 1920)
- 1867 - Guido Albertelli, ingegnere, progettista e politico italiano († 1938)
- 1867 - Darso James Densmore, compositore di scacchi statunitense († 1917)
- 1869 - Gavin Crawford, calciatore scozzese († 1955)
- 1870 - Herbert Kilpin, allenatore di calcio e calciatore inglese († 1916)
- 1871 - Albert Russel Erskine, imprenditore statunitense († 1933)
- 1871 - Jiří Karásek ze Lvovic, poeta, scrittore e critico letterario ceco († 1951)
- 1872 - Julij Aichenwal'd, critico letterario russo († 1928)
- 1872 - Gleb Maksimilianovič Kržižanovskij, rivoluzionario, politico e ingegnere russo († 1959)
- 1872 - Albert Samama-Chikli, regista e fotografo tunisino († 1934)
- 1872 - Morris Travers, chimico britannico († 1961)
- 1873 - Dmitrij Ušakov, filologo e lessicografo russo († 1942)
- 1874 - Giuseppe Faccin, pittore italiano († 1916)
- 1875 - Maria di Campello, religiosa italiana († 1961)
- 1876 - Beulah Marie Dix, scrittrice, sceneggiatrice e commediografa statunitense († 1970)
- 1876 - Theodor Tobler, imprenditore svizzero († 1941)
- 1878 - Gerardo Di Martino, magistrato e politico italiano († 1946)
- 1878 - Wedgewood Nowell, attore, compositore e sceneggiatore statunitense († 1957)
- 1878 - Johannes Runge, mezzofondista, velocista e lunghista tedesco († 1949)
- 1879 - Mario Racheli, imprenditore e politico italiano († 1961)
- 1880 - Alfred Merz, oceanografo e esploratore austriaco († 1925)
- 1880 - Jutta di Meclemburgo-Strelitz, nobile tedesca († 1946)
- 1881 - Elsa Wagner, attrice tedesca († 1975)
- 1882 - Harold Delos Babcock, astronomo statunitense († 1968)
- 1882 - Gennaro Maria di Borbone-Due Sicilie, principe († 1944)
- 1882 - Sigfrid Siwertz, scrittore svedese († 1970)
- 1883 - Oscar Frey, calciatore svizzero († 1951)
- 1883 - Pietro Mastino, politico italiano († 1969)
- 1883 - Carlo Petra di Caccuri, generale italiano († 1967)
- 1883 - Philip Schuster, ginnasta e multiplista statunitense († 1926)
- 1883 - Estelle Winwood, attrice britannica († 1984)
- 1884 - Simpson Foulis, golfista statunitense († 1951)
- 1884 - Ivan Regent, rivoluzionario, politico e giornalista jugoslavo († 1967)
- 1884 - Saverio Ritter, arcivescovo cattolico italiano († 1951)
- 1885 - Christian Baastrup, medico danese († 1951)
- 1885 - Jurij Viktorovič Tarič, regista cinematografico russo († 1967)
- 1886 - Henry King, regista, attore e sceneggiatore statunitense († 1982)
- 1886 - Angelo Monteverdi, filologo italiano († 1967)
- 1887 - Salvatore Caronia Roberti, architetto e ingegnere italiano († 1970)
- 1887 - Jean-Henri Humbert, esploratore e botanico francese († 1967)
- 1887 - Béla Kelemen, calciatore ungherese († 1956)
- 1888 - Vicki Baum, scrittrice, sceneggiatrice e giornalista austriaca († 1960)
- 1888 - Stojan Brajša, politico, avvocato e pubblicista croato († 1989)
- 1888 - Ernst Heinkel, ingegnere aeronautico tedesco († 1958)
- 1888 - Friedrich Hirschl, calciatore austriaco
- 1888 - Oddo Marinelli, avvocato, politico e giornalista italiano († 1972)
- 1888 - Jan Syrový, generale e politico cecoslovacco († 1970)
- 1889 - Eugenio Duse, attore italiano († 1969)
- 1889 - Hermann-Bernhard Ramcke, generale tedesco († 1968)
- 1889 - Vladimir Vladimirovič Ščerbačëv, compositore sovietico († 1952)
- 1891 - Filippo Gabbi, pittore italiano († 1944)
- 1891 - Walter Model, generale tedesco († 1945)
- 1891 - Karel Petrů, giornalista e allenatore di calcio cecoslovacco († 1949)
- 1892 - Franz Aigner, sollevatore austriaco († 1970)
- 1892 - Pierre Picavet, ingegnere francese († 1973)
- 1893 - Rudolf Donhardt, calciatore austriaco († 1923)
- 1893 - Erik Friborg, ciclista su strada svedese († 1968)
- 1893 - Alfonso Ortiz Tirado, tenore e medico messicano († 1960)
- 1893 - Viktor Borisovič Šklovskij, scrittore, critico letterario e sceneggiatore russo († 1984)
- 1894 - Augusto Guzzo, filosofo italiano († 1986)
- 1894 - Roberto Pontremoli, ufficiale e militare italiano († 1916)
- 1895 - Giuseppe Brotzu, medico, farmacologo e politico italiano († 1976)
- 1895 - Albert Divo, pilota automobilistico francese († 1966)
- 1895 - Hans Fischböck, banchiere e politico austriaco († 1967)
- 1895 - Alfredo Ghezzi, artista italiano († 1972)
- 1896 - Bernardo Barbiellini Amidei, politico italiano († 1940)
- 1896 - Gojmir Anton Kos, pittore sloveno († 1970)
- 1896 - Yasuji Murata, animatore giapponese († 1966)
- 1896 - Johannes Theodor Suhr, vescovo cattolico danese († 1997)
- 1897 - Angelo De Martini, pistard e ciclista su strada italiano († 1979)
- 1897 - Pál Fejös, regista, sceneggiatore e antropologo ungherese († 1963)
- 1897 - Frediano Frediani, architetto italiano († 1978)
- 1897 - Luigi Alberto Gigliotti, politico italiano († 1981)
- 1897 - Fernand Ledoux, attore francese († 1993)
- 1897 - José Alfredo López, calciatore e dirigente sportivo argentino († 1969)
- 1897 - Andrej Aleksandrovič Romanov, nobile russo († 1981)
- 1898 - Karl Hermann Frank, politico, generale e criminale di guerra tedesco († 1946)
- 1898 - Arrigo Protti, militare italiano († 1936)
- 1899 - Pietro Ghersi, pilota automobilistico e pilota motociclistico italiano († 1972)
- 1900 - Hans Christern, generale tedesco († 1966)
- 1900 - Theodosius Dobzhansky, genetista e biologo sovietico († 1975)
- 1900 - René Guillot, scrittore e illustratore francese († 1969)
- 1900 - Heinz Hax, tiratore a segno tedesco († 1969)
- 1900 - Margherita Carola di Sassonia, principessa († 1962)

## XX secolo(959)
- 1901 - Enrico Bonfanti, politico e partigiano italiano († 1964)
- 1901 - Cassandre, pubblicitario francese († 1968)
- 1901 - Giulio De Nardo, scacchista italiano († 1975)
- 1901 - Kenneth Hegan, calciatore inglese († 1989)
- 1901 - Rodolfo Kubik, musicista e antifascista italiano († 1985)
- 1901 - Michail Il'ič Romm, regista, sceneggiatore e docente sovietico († 1971)
- 1901 - Edward Turner, designer britannico († 1973)
- 1902 - Jesús Bermúdez, calciatore boliviano († 1945)
- 1902 - Oskar Morgenstern, economista austriaco († 1977)
- 1902 - Ephraim Avigdor Speiser, assiriologo statunitense († 1965)
- 1902 - Luís Mena e Silva, cavallerizza portoghese († 1963)
- 1903 - Antonio Majocchi, pittore, incisore e scultore italiano
- 1903 - Louis de Wohl, scrittore e astrologo ungherese († 1961)
- 1904 - Jaap van de Griend, calciatore olandese († 1970)
- 1904 - Berta Karlik, fisica austriaca († 1990)
- 1904 - Ancel Keys, biologo, fisiologo e epidemiologo statunitense († 2004)
- 1904 - Cayetano Ordóñez, torero spagnolo († 1961)
- 1904 - Wivan Pettersson, nuotatrice svedese († 1976)
- 1904 - Mino Rosso, scultore e pittore italiano († 1963)
- 1904 - Orlando Tognotti, calciatore e allenatore di calcio italiano († 1963)
- 1905 - Giovanni Enriques, dirigente d'azienda e editore italiano († 1990)
- 1905 - Fredrik Hetty, calciatore norvegese († 1992)
- 1905 - James Howard Marshall II, imprenditore e avvocato statunitense († 1995)
- 1905 - Elena Nicolai, mezzosoprano e attrice bulgara († 1993)
- 1905 - Bernardino Dino Maria Piccinelli, vescovo cattolico italiano († 1984)
- 1905 - Georges Wellers, storico e chimico francese († 1991)
- 1906 - Juan Carbonell, cestista spagnolo († 1991)
- 1906 - Harijs Fogelis, calciatore lettone († 1989)
- 1906 - Wilfred Jackson, regista, animatore e compositore statunitense († 1988)
- 1907 - Maurice Couve de Murville, funzionario, diplomatico e politico francese († 1999)
- 1907 - Adalbert Steiner, calciatore rumeno († 1994)
- 1907 - Rudolf Steiner, calciatore rumeno († 1996)
- 1907 - Carla Strauss, danzatrice e coreografa italiana († 1997)
- 1908 - Giovanni Brevi, presbitero, missionario e militare italiano († 1998)
- 1908 - Leonardo Lusanna, architetto italiano († 1973)
- 1908 - Duncan Sandys, politico britannico († 1987)
- 1909 - Viktoria von Ballasko, attrice e doppiatrice austriaca († 1976)
- 1909 - Giacomo Cappellini, partigiano italiano († 1945)
- 1909 - Martin Lings, orientalista britannico († 2005)
- 1909 - Ann Todd, attrice inglese († 1993)
- 1910 - Charlotte Mühe, nuotatrice tedesca († 1981)
- 1910 - Frank Nelson, hockeista su ghiaccio statunitense († 1973)
- 1910 - Linuccia Saba, pittrice e letterata italiana († 1980)
- 1910 - Noel Sickles, fumettista e illustratore statunitense († 1982)
- 1910 - Andrej Petrovič Tutyškin, regista cinematografico e attore sovietico († 1971)
- 1911 - René Barjavel, scrittore, giornalista e sceneggiatore francese († 1985)
- 1911 - Michele Federici, arcivescovo cattolico italiano († 1980)
- 1911 - Rafael Jiménez, pallanuotista spagnolo († 1984)
- 1911 - Gyula Lázár, calciatore ungherese († 1983)
- 1911 - Jimmy Milne, allenatore di calcio e calciatore scozzese († 1997)
- 1911 - C. L. Moore, scrittrice e sceneggiatrice statunitense († 1987)
- 1912 - Nils Aall Barricelli, matematico italiano († 1993)
- 1912 - Ferruccio Battisti, militare italiano († 1941)
- 1912 - Marco Lorini, calciatore italiano († 2005)
- 1912 - Franz Murer, militare austriaco († 1994)
- 1913 - Norman Dello Joio, compositore e pianista statunitense († 2008)
- 1914 - Ali Shah di Terengganu, sovrano malese († 1996)
- 1914 - Felice Catalano di Melilli, diplomatico italiano († 2003)
- 1914 - Hans Cattini, hockeista su ghiaccio e allenatore di hockey su ghiaccio svizzero († 1987)
- 1914 - Remo Costa, calciatore italiano († 2003)
- 1914 - Erwin Deyhle, calciatore tedesco († 1989)
- 1914 - Thomas Andrew Donnellan, arcivescovo cattolico statunitense († 1987)
- 1914 - Georges Goychman, generale e aviatore francese († 1981)
- 1914 - Edith Hahn Beer, scrittrice austriaca († 2009)
- 1914 - Frank R. McKelvy, scenografo statunitense († 1980)
- 1914 - Shah Nawaz Khan, politico e generale indiano († 1983)
- 1914 - Wilfred Shingleton, scenografo britannico († 1983)
- 1915 - Giulio Cesare Graziani, generale e aviatore italiano († 1998)
- 1915 - Heinz Heger, austriaco († 1994)
- 1915 - Vítězslava Kaprálová, compositrice e direttrice d'orchestra cecoslovacca († 1940)
- 1915 - Robert Motherwell, pittore statunitense († 1991)
- 1915 - Tony Murena, fisarmonicista e compositore francese († 1971)
- 1916 - José Ignacio Barraquer, medico spagnolo († 1998)
- 1916 - Rafael Caldera, politico venezuelano († 2009)
- 1916 - Vittorio Chesi, giornalista italiano († 1991)
- 1916 - Arnoldo Foà, attore, doppiatore e cantante italiano († 2014)
- 1916 - Gene Mako, tennista statunitense († 2013)
- 1917 - Felice Arienti, allenatore di calcio e calciatore italiano († 2001)
- 1917 - Hans-Ekkehard Bob, aviatore tedesco († 2013)
- 1917 - Ernest Borgnine, attore e doppiatore statunitense († 2012)
- 1917 - Hendrik Hubert Frehen, vescovo cattolico olandese († 1986)
- 1917 - Marcel Hansenne, mezzofondista francese († 2002)
- 1917 - Giuseppe Vairo, arcivescovo cattolico italiano († 2001)
- 1918 - Art Cross, pilota automobilistico statunitense († 2005)
- 1918 - Gottfried von Einem, musicista e compositore austriaco († 1996)
- 1918 - Walter Mantovani, calciatore italiano
- 1918 - John McLiam, attore canadese († 1994)
- 1918 - Leopoldo Moggi, militare e aviatore italiano († 1940)
- 1918 - Gordon Murphy, missionario statunitense († 1972)
- 1918 - Donald Saddler, coreografo, ballerino e regista teatrale statunitense († 2014)
- 1919 - Daria Bertolani Marchetti, botanica italiana († 1994)
- 1919 - Coleman Francis, regista, attore e produttore cinematografico statunitense († 1973)
- 1919 - Tapio Järvi, militare e aviatore finlandese († 1982)
- 1919 - Leon Kirchner, compositore statunitense († 2009)
- 1919 - Vicente Morera Amigó, calciatore e allenatore di calcio spagnolo († 1982)
- 1920 - Jimmy Forrest, sassofonista statunitense († 1980)
- 1920 - Luigi Ganelli, allenatore di calcio e calciatore italiano († 1985)
- 1920 - José Antonio Infantes Florido, vescovo cattolico spagnolo († 2005)
- 1920 - Adriano Magli, regista e critico teatrale italiano († 1988)
- 1920 - Jerry Maren, attore statunitense († 2018)
- 1921 - Fredi Chiappelli, filologo e storico della letteratura italiano († 1990)
- 1921 - Sybil Connolly, stilista irlandese († 1998)
- 1921 - Gianfranco Corsini, giornalista italiano († 2010)
- 1921 - Luigi Lenzi, calciatore italiano
- 1921 - Ermelindo Lovagnini, calciatore italiano († 1973)
- 1921 - Gianfranco Maris, politico, avvocato e partigiano italiano († 2015)
- 1921 - Beatrice Mintz, genetista e biologa statunitense († 2022)
- 1921 - Nasser Moghaddam, generale e agente segreto iraniano († 1979)
- 1921 - Richie Niemiera, cestista e allenatore di pallacanestro statunitense († 2003)
- 1922 - Blaga Aleksova, archeologa macedone († 2007)
- 1922 - Nikolaus Biewer, calciatore tedesco († 1980)
- 1922 - Daniel Boulanger, scrittore, drammaturgo e poeta francese († 2014)
- 1922 - Neil Franklin, calciatore inglese († 1996)
- 1922 - John H. Holm, fumettista statunitense († 2009)
- 1922 - Silvano Ippoliti, direttore della fotografia italiano († 1994)
- 1922 - Elio Lodolini, archivista, storico e paleografo italiano († 2023)
- 1922 - Enrico Pruner, politico italiano († 1989)
- 1922 - Charles Socarides, psichiatra e psicologo statunitense († 2005)
- 1922 - Eeltje Visserman, compositore di scacchi olandese († 1978)
- 1923 - Javier Azagra Labiano, vescovo cattolico spagnolo († 2014)
- 1923 - Simeon ten Holt, compositore olandese († 2012)
- 1923 - Amedeo Molnár, teologo, storico e medievista ceco († 1990)
- 1923 - Giorgio Luciano Verda, politico italiano († 2002)
- 1924 - Joe Albany, pianista statunitense († 1988)
- 1924 - Luigi Borghi, politico e sindacalista italiano († 2006)
- 1924 - Giuseppe Chielli, direttore d'orchestra italiano († 2003)
- 1924 - Red Dehnert, cestista e allenatore di pallacanestro statunitense († 1994)
- 1924 - Robert Knapp, attore statunitense († 2001)
- 1924 - Manlio Scarpelli, sceneggiatore e regista italiano († 1984)
- 1924 - John Spencer, VIII conte Spencer, nobile britannico († 1992)
- 1924 - Ken Thorne, compositore britannico († 2014)
- 1925 - Maria Tallchief, ballerina statunitense († 2013)
- 1926 - Ruth Asawa, scultrice statunitense († 2013)
- 1926 - Fiorenzo Crippa, ciclista su strada italiano († 2017)
- 1926 - Salverino De Vito, politico italiano († 2010)
- 1926 - Georges Lautner, regista, sceneggiatore e scrittore francese († 2013)
- 1926 - Gaston Rouxel, calciatore francese († 2016)
- 1926 - J. Om Prakash, regista e produttore cinematografico indiano († 2019)
- 1927 - Vittorino Carra, politico italiano († 1989)
- 1927 - Paula Hawkins, politica statunitense († 2009)
- 1927 - Phyllis Lambert, architetto canadese
- 1927 - Lauri Nevalainen, canottiere finlandese
- 1927 - Jean Raine, poeta, pittore e scrittore belga († 1986)
- 1927 - Antonio Ruberti, ingegnere e politico italiano († 2000)
- 1927 - Konstantin Totev, cestista bulgaro († 2006)
- 1927 - Gabriel Vahanian, teologo francese († 2012)
- 1928 - Willie Bauld, calciatore scozzese († 1977)
- 1928 - Sereno Freato, politico italiano († 2013)
- 1928 - Desmond Morris, zoologo, etologo e illustratore britannico
- 1928 - Michel Serrault, attore francese († 2007)
- 1929 - Gianfranco Maselli, compositore, organista e musicologo italiano († 2009)
- 1929 - Jacques Réda, poeta e critico musicale francese († 2024)
- 1929 - Ghan Singh, saggista e poeta indiano († 2009)
- 1929 - John Aloysius Ward, arcivescovo cattolico britannico († 2007)
- 1930 - Terence Bayler, attore neozelandese († 2016)
- 1930 - Pierre Bellon, imprenditore francese († 2022)
- 1930 - Rita Lakin, sceneggiatrice, produttrice televisiva e scrittrice statunitense († 2023)
- 1930 - Kjell Eugenio Laugerud García, generale e politico guatemalteco († 2009)
- 1930 - Robert Maertens, calciatore e allenatore di calcio belga († 2003)
- 1930 - John Romita Sr., fumettista statunitense († 2023)
- 1931 - Orazio Costantino, militare italiano († 1969)
- 1931 - Luigi Devoti, scrittore, medico e fotografo italiano († 2014)
- 1931 - Raymond Fiori, allenatore di calcio e calciatore francese († 1994)
- 1931 - Ivar Genesjö, schermidore svedese († 2020)
- 1931 - Lars Hörmander, matematico svedese († 2012)
- 1931 - Sakyō Komatsu, scrittore, sceneggiatore e regista giapponese († 2011)
- 1931 - Alberto L'Abate, sociologo e attivista italiano († 2017)
- 1931 - Giulio Leopardi Dittaiuti, imprenditore e politico italiano († 1999)
- 1932 - Julie Bennett, attrice televisiva e doppiatrice statunitense († 2020)
- 1932 - Henri Nouwen, presbitero, teologo e scrittore olandese († 1996)
- 1932 - Éliane Radigue, compositrice francese
- 1933 - Bob Beattie, allenatore di sci alpino e commentatore televisivo statunitense († 2018)
- 1933 - Asim Ferhatović, calciatore jugoslavo († 1987)
- 1933 - Nico Fidenco, cantautore e compositore italiano († 2022)
- 1933 - Erich Linemayr, arbitro di calcio austriaco († 2016)
- 1933 - Piet Van Huele, cestista belga († 2008)
- 1933 - Erwin Waldner, calciatore tedesco († 2015)
- 1934 - Wilbur Bascomb, bassista statunitense
- 1934 - William Chalmers, hockeista su ghiaccio e allenatore di hockey su ghiaccio canadese († 1994)
- 1934 - Edgarda Ferri, giornalista, scrittrice e biografa italiana
- 1934 - Theodor Ghițescu, scacchista rumeno († 2008)
- 1934 - Leonard Goldberg, produttore televisivo e produttore cinematografico statunitense († 2019)
- 1934 - Stanisław Grochowiak, poeta e scrittore polacco († 1976)
- 1935 - Mona Malm, attrice svedese († 2021)
- 1936 - Doug Kershaw, musicista, cantante e compositore statunitense
- 1936 - Francesco Loda, avvocato e politico italiano († 1997)
- 1936 - Gabriella Rossi Remedi, soprano e direttrice di coro italiana
- 1936 - Vittorio Vannucchi, arbitro di calcio italiano
- 1936 - Bruno Veselica, calciatore jugoslavo († 2018)
- 1937 - Bobby Beathard, dirigente sportivo statunitense († 2023)
- 1937 - Allan Brown, ex pallanuotista sudafricano
- 1937 - John D'Amico, mafioso statunitense († 2023)
- 1937 - Trevor Edwards, calciatore gallese († 2024)
- 1937 - Antonio Girardo, calciatore italiano († 2023)
- 1937 - Julie Gregg, attrice statunitense († 2016)
- 1937 - Barton Heyman, attore statunitense († 1996)
- 1937 - Ivan Jandl, attore ceco († 1987)
- 1937 - Alfonso Martínez, cestista spagnolo († 2011)
- 1937 - Hans Muller, pallanuotista olandese († 2015)
- 1937 - Song Hye-rim, attrice nordcoreana († 2002)
- 1938 - José Cestero, cestista portoricano († 2014)
- 1938 - Julius Hemphill, sassofonista e compositore statunitense († 1995)
- 1938 - Pete McCaffrey, cestista statunitense († 2012)
- 1938 - Yoram Taharlev, poeta, paroliere e scrittore israeliano († 2022)
- 1938 - Gyula Török, pugile ungherese († 2014)
- 1938 - Tarif Khalidi, storico, islamista e arabista palestinese
- 1939 - Carlos Aponte, calciatore colombiano († 2008)
- 1939 - José Argüelles, scrittore e artista statunitense († 2011)
- 1939 - Roberto Barzanti, politico italiano
- 1939 - Renate Garisch, pesista tedesca († 2023)
- 1939 - Giuseppe Ugo Rescigno, costituzionalista italiano
- 1939 - Ray Stevens, cantautore, comico e produttore discografico statunitense
- 1939 - Joseph Vilsmaier, direttore della fotografia, regista e produttore cinematografico tedesco († 2020)
- 1939 - Helena Zvolenská, ex cestista cecoslovacca
- 1940 - Vito Acconci, designer, architetto del paesaggio e performance artist statunitense († 2017)
- 1940 - Gaetano Dalla Pria, ex discobolo e allenatore di atletica italiano
- 1940 - Joachim Gauck, politico e attivista tedesco
- 1940 - Volker Heindel, ex cestista e ex pallamanista tedesco
- 1940 - Marcello Panni, direttore d'orchestra e compositore italiano
- 1940 - Bjørn Tidmand, cantante danese
- 1941 - Michael Chapman, cantante, musicista e cantautore britannico († 2021)
- 1941 - Neil Diamond, cantautore e compositore statunitense
- 1941 - Aaron Neville, cantante statunitense
- 1941 - Dan Shechtman, fisico israeliano
- 1941 - Arménio Vieira, giornalista e poeta capoverdiano
- 1941 - Gary Wolf, fumettista e scrittore statunitense
- 1941 - James Whitney Young, astronomo statunitense
- 1942 - Nicola De Rinaldo, regista e sceneggiatore italiano
- 1942 - Daria Fantoni, cavallerizza italiana
- 1942 - James Files, criminale e ex agente segreto statunitense
- 1942 - Ingo Friedrich, politico tedesco
- 1942 - Gary Hart, wrestler statunitense († 2008)
- 1942 - Alberto Isidori, ingegnere italiano
- 1942 - Olav Nilsen, calciatore norvegese († 2021)
- 1942 - Valerij Obodzinskij, cantante russo († 1997)
- 1942 - Erik Pascoli, velista italiano († 2013)
- 1942 - Ivo Rudić, calciatore australiano († 2009)
- 1942 - Ljudmila Michajlovna Savel'eva, attrice e ballerina sovietica
- 1942 - Ernst Streng, pistard tedesco († 1993)
- 1942 - Kjell Wangen, calciatore norvegese († 2019)
- 1943 - Dominique Bucchini, politico francese
- 1943 - Paolo De Stefano, mafioso italiano († 1985)
- 1943 - Rossana Ghessa, attrice italiana
- 1943 - Ernie Hannigan, calciatore scozzese († 2015)
- 1943 - Ödön Lendvay, cestista ungherese († 1990)
- 1943 - Luigi Patruno, ex pugile italiano
- 1943 - Vladimir Polikarpov, calciatore sovietico († 1994)
- 1943 - Sharon Tate, attrice e modella statunitense († 1969)
- 1943 - Tony Trimmer, ex pilota automobilistico britannico
- 1943 - Manuel Velázquez, calciatore spagnolo († 2016)
- 1944 - Tom Bethea, ex pugile statunitense
- 1944 - Agostino Borromeo, storico italiano († 2024)
- 1944 - Milly Buonanno, sociologa italiana
- 1944 - Enzo Del Re, cantautore italiano († 2011)
- 1944 - Armando Gallo, giornalista e fotografo italiano
- 1944 - David Gerrold, scrittore di fantascienza statunitense
- 1944 - Willie Henderson, ex calciatore scozzese
- 1944 - Shirō Ichinoseki, ex sollevatore giapponese
- 1944 - Gian-Franco Kasper, dirigente sportivo svizzero († 2021)
- 1944 - Klaus Nomi, cantante tedesco († 1983)
- 1944 - Gruia Novac, pallanuotista rumeno († 1999)
- 1945 - Valerio Breda, vescovo cattolico e missionario italiano († 2020)
- 1945 - Dino Fekaris, produttore discografico e cantautore britannico
- 1945 - John Garamendi, politico statunitense
- 1945 - Subhash Ghai, regista, produttore cinematografico e montatore indiano
- 1945 - Eva Janko, ex giavellottista austriaca
- 1945 - Norbert Ozimek, ex sollevatore polacco
- 1945 - Vladimir Proskurin, calciatore e allenatore di calcio sovietico († 2020)
- 1946 - Haji, attrice canadese († 2013)
- 1946 - Tom O'Halleran, politico statunitense
- 1946 - Michael Ontkean, attore canadese
- 1946 - Flaminio Sosa, ex calciatore paraguaiano
- 1946 - Antonio Giuseppe Maria Verro, politico italiano
- 1947 - Antonio Aloni, grecista, filologo classico e traduttore italiano († 2016)
- 1947 - William John Anderson, ex calciatore inglese
- 1947 - Lynette Bell, ex nuotatrice australiana
- 1947 - Carlos Calderón, ex schermidore messicano
- 1947 - Giorgio Chinaglia, calciatore e dirigente sportivo italiano († 2012)
- 1947 - Michio Kaku, fisico statunitense
- 1947 - Kay McCarthy, cantante, musicista e scrittrice irlandese
- 1947 - Helen Morse, attrice australiana
- 1947 - Masashi Ozaki, golfista giapponese
- 1947 - Alba Rigazzi, showgirl, ex modella e attrice italiana
- 1947 - Mercedes Sampietro, attrice spagnola
- 1947 - Oleksandr Tkačenko, ex calciatore sovietico
- 1947 - Warren Zevon, cantautore, chitarrista e pianista statunitense († 2003)
- 1948 - Michael Des Barres, attore e cantante britannico
- 1948 - Adalberto Falletta, giornalista italiano
- 1948 - Mario Firmenich, guerrigliero argentino
- 1948 - Nikolaj Mel'nikov, ex pallanuotista sovietico
- 1948 - Werner Seibold, tiratore a segno tedesco († 2012)
- 1949 - Arsen Alachverdiev, ex lottatore sovietico
- 1949 - John Belushi, attore, cantante e comico statunitense († 1982)
- 1949 - Francesco Bonito, politico e magistrato italiano
- 1949 - Tommaso Coletti, politico italiano
- 1949 - Bart Gordon, politico e avvocato statunitense
- 1949 - Rihoko Yoshida, doppiatrice giapponese
- 1950 - Daniel Auteuil, attore e regista francese
- 1950 - Syd Ball, ex tennista australiano
- 1950 - Sandro Brandolini, politico italiano
- 1950 - Enzo Del Forno, ex altista italiano
- 1950 - Drago Hedl, giornalista croato
- 1950 - Becky Hobbs, cantautrice e pianista statunitense
- 1950 - Laura Kelly, politica statunitense
- 1950 - Judy Ongg, cantante, attrice e scrittrice taiwanese
- 1950 - Sergio Polano, storico dell'architettura italiano († 2022)
- 1950 - Germán Santamaría, giornalista e scrittore colombiano
- 1951 - Anne Brusletto, ex sciatrice alpina norvegese
- 1951 - Rogelio Cabrera López, arcivescovo cattolico messicano
- 1951 - Emilio Cruz, ex calciatore e allenatore di calcio spagnolo
- 1951 - Leopoldo Fabris, allenatore di calcio e ex calciatore italiano
- 1951 - Leonél Pereira de Alencar Neto, ex giocatore di calcio a 5 brasiliano
- 1951 - John Ogonowski, aviatore statunitense († 2001)
- 1951 - Yakov Smirnoff, comico e attore sovietico
- 1951 - Georg Spohr, ex canottiere tedesco
- 1951 - Mike Thompson, politico statunitense
- 1951 - Lorenza Visconti, cantante italiana
- 1952 - Neus Bartrán, ex cestista spagnola
- 1952 - Roberto Bernabei, medico italiano
- 1952 - Fernando Conde, attore spagnolo
- 1952 - Euprepio Curto, politico italiano
- 1952 - Raymond Domenech, ex calciatore e allenatore di calcio francese
- 1952 - Siegfried Hausner, terrorista tedesco († 1975)
- 1952 - Joy Marino, informatico italiano
- 1952 - Giuseppe Nieddu, militare italiano († 1991)
- 1952 - Eric T. Olson, ammiraglio statunitense
- 1952 - Roberto Quagliozzi, ex calciatore italiano
- 1952 - William Readdy, ex astronauta statunitense
- 1953 - Jurij Abramovič Bašmet, violista e direttore d'orchestra russo
- 1953 - Nigel Glockler, batterista britannico
- 1953 - Hwang Jae-man, calciatore sudcoreano († 2010)
- 1953 - Moon Jae-in, politico sudcoreano
- 1953 - Sergio Taveras, ex cestista dominicano
- 1953 - Matthew Wilder, cantante, compositore e produttore discografico statunitense
- 1954 - William Allen Young, attore statunitense
- 1954 - Jo Gartner, pilota automobilistico austriaco († 1986)
- 1954 - Lorenzo Mattotti, fumettista, illustratore e regista italiano
- 1954 - Irene Miracle, attrice statunitense
- 1954 - Nicola Ripandelli, judoka italiano
- 1954 - Glenn Worf, bassista statunitense
- 1955 - Amick Byram, tenore, attore e doppiatore statunitense
- 1955 - Yaya Cissokho, ex cestista senegalese
- 1955 - Claudio Desolati, ex calciatore italiano
- 1955 - Zaiga Jansone, ex tennista sovietica
- 1955 - Gary Jeter, giocatore di football americano statunitense († 2016)
- 1955 - Jesús Landáburu, ex calciatore spagnolo
- 1955 - Jim Montgomery, ex nuotatore statunitense
- 1955 - Alan Sokal, fisico statunitense
- 1956 - Thierry Arbogast, direttore della fotografia francese
- 1956 - Hanne Krogh, cantante norvegese
- 1956 - Alberto Lucherini, ex maratoneta italiano
- 1956 - Lounès Matoub, cantautore, poeta e attivista berbero († 1998)
- 1956 - Felix Owolabi, ex calciatore nigeriano
- 1956 - Ferdinando Pignataro, politico e sindacalista italiano
- 1956 - Viktor Samochin, calciatore sovietico († 2022)
- 1956 - Hans Smits, ex pallanuotista olandese
- 1956 - Stefania Spugnini, attrice italiana
- 1956 - Michel duCille, fotoreporter statunitense († 2014)
- 1957 - Mark Eaton, cestista statunitense († 2021)
- 1957 - Adrian Edmondson, attore, comico e regista britannico
- 1957 - Kevin O'Neill, allenatore di pallacanestro e dirigente sportivo statunitense
- 1957 - Pierre-François Pistorio, attore, cantante e doppiatore francese
- 1957 - José Recio, ex ciclista su strada spagnolo
- 1957 - Sergio Tisselli, fumettista e illustratore italiano († 2020)
- 1958 - Hovik Abrahamyan, politico armeno
- 1958 - Gianfranco Giovanni Chiarelli, politico italiano
- 1958 - Lou Correa, politico statunitense
- 1958 - Giuseppe Ferrandino, scrittore e fumettista italiano
- 1958 - Gherardo Gossi, direttore della fotografia italiano
- 1958 - Jools Holland, pianista, musicista e compositore inglese
- 1958 - Dolcien Seca, ex cestista olandese
- 1958 - Aner Shalev, matematico e scrittore israeliano
- 1958 - Frank Ullrich, ex biatleta tedesco
- 1958 - Cecilia Zanuso, montatrice italiana
- 1959 - Mel Dalgleish, allenatore di pallacanestro e ex cestista australiano
- 1959 - Stefano Di Lucia, ex calciatore italiano
- 1959 - Guy Janiszewski, ex ciclista su strada belga
- 1959 - Raffaele Mautone, politico italiano
- 1959 - Michel Preud'homme, allenatore di calcio e ex calciatore belga
- 1959 - Emanuela Rossi, attrice, doppiatrice e direttrice del doppiaggio italiana
- 1959 - Jurijs Ševļakovs, allenatore di calcio e ex calciatore lettone
- 1959 - Diego Testa, pilota motonautico italiano
- 1960 - Fridolin Ambongo Besungu, cardinale e arcivescovo cattolico della Repubblica Democratica del Congo
- 1960 - Chen Wenqing, politico cinese
- 1960 - Abigail Disney, produttrice cinematografica, filantropa e attivista statunitense
- 1960 - Mauro Dorato, filosofo italiano
- 1960 - Pierfranco Gaviano, politico italiano
- 1960 - Gloria Germani, filosofa e scrittrice italiana
- 1960 - Mohamed Ouamar Ghrib, ex calciatore algerino
- 1960 - Gyöngyi Körmendi, ex cestista ungherese
- 1961 - Jorge Barrios, allenatore di calcio e ex calciatore uruguaiano
- 1961 - Guido Buchwald, ex calciatore e allenatore di calcio tedesco
- 1961 - Fabio Facchini, arbitro di pallacanestro italiano
- 1961 - Christa Kinshofer, ex sciatrice alpina tedesca
- 1961 - Nastassja Kinski, attrice e modella tedesca
- 1961 - Evi Kratzer, ex fondista svizzera
- 1961 - Gualtiero Negrini, direttore d'orchestra, regista e cantante statunitense
- 1961 - Sergio Pizzolante, politico italiano
- 1961 - Giacomo Rosselli, attore italiano
- 1961 - Vince Russo, dirigente sportivo e sceneggiatore statunitense
- 1962 - Edward Atterton, attore britannico
- 1962 - Barbara Cupisti, attrice, sceneggiatrice e regista italiana
- 1962 - Abderrahmane Dahnoune, ex giocatore di calcio a 5 algerino
- 1962 - Mathias Haas, ex sciatore alpino austriaco
- 1962 - Zoë Haas, ex sciatrice alpina svizzera
- 1962 - Argyrīs Kampourīs, ex cestista e allenatore di pallacanestro greco
- 1962 - Antonina Ordina, ex fondista russa
- 1962 - Roberto Santillo, fumettista italiano
- 1962 - Sotir Shkurti, ex calciatore albanese
- 1962 - Tarek Soliman, ex calciatore egiziano
- 1963 - Manuel Bosboom, scacchista olandese
- 1963 - Carlo Cannella, produttore discografico e scrittore italiano
- 1963 - Alex Castro, fotografo e ingegnere cubano
- 1963 - Valentine Demy, culturista, attrice e attrice pornografica italiana
- 1963 - Shunji Iwai, regista, scrittore e musicista giapponese
- 1963 - Everald La Ronde, ex calciatore inglese
- 1963 - Alexander Markov, violinista statunitense
- 1963 - Kelvin Upshaw, ex cestista e allenatore di pallacanestro statunitense
- 1963 - Arnold Vanderlyde, ex pugile olandese
- 1964 - Violeta Bulc, politica slovena
- 1964 - Luca Cecconi, allenatore di calcio e ex calciatore italiano
- 1964 - Stefano Cerioni, maestro di scherma e ex schermidore italiano
- 1964 - Rodolfo Corsato, attore italiano
- 1964 - Annika Dahlman, ex fondista svedese
- 1964 - Guido Di Leone, chitarrista italiano
- 1964 - Orsetta Gregoretti, attrice italiana
- 1964 - Carl Limberger, ex tennista australiano
- 1964 - Carole Merle, ex sciatrice alpina francese
- 1964 - Todd Williamson, pittore statunitense
- 1965 - Mike Awesome, wrestler statunitense († 2007)
- 1965 - Andreu Buenafuente, conduttore televisivo, comico e produttore televisivo spagnolo
- 1965 - Guido Conti, scrittore italiano
- 1965 - Robin Dutt, allenatore di calcio, ex calciatore e dirigente sportivo tedesco
- 1965 - Porfirio Fisac, allenatore di pallacanestro spagnolo
- 1965 - Leonidas Flores, ex calciatore costaricano
- 1965 - Vincenzo Incenzo, cantautore, scrittore e compositore italiano
- 1965 - Jérôme Noviant, ex sciatore alpino francese
- 1965 - Stefano Paleari, ingegnere italiano
- 1965 - Carlos Saldanha, regista brasiliano
- 1965 - Margaret Urlich, cantante neozelandese († 2022)
- 1966 - Sergio Busato, allenatore di pallavolo italiano
- 1966 - Fennis Dembo, ex cestista statunitense
- 1966 - Shaun Donovan, politico statunitense
- 1966 - Julie Dreyfus, attrice francese
- 1966 - Michael Forgeron, ex canottiere canadese
- 1966 - Masami Ōbari, regista giapponese
- 1966 - Evelyn Regner, politica austriaca
- 1966 - Luigi Rosa, doppiatore, dialoghista e direttore del doppiaggio italiano
- 1966 - Kenny Thorne, ex tennista statunitense
- 1966 - Karin Viard, attrice francese
- 1967 - Andrea Burattini, allenatore di pallavolo italiano
- 1967 - Silvana Erlacher, ex sciatrice alpina italiana
- 1967 - Salvatore Ferraro, avvocato italiano
- 1967 - Cosimo Francioso, allenatore di calcio e ex calciatore italiano
- 1967 - Stefano Freddi, giocatore di biliardo italiano
- 1967 - Martín Kohan, scrittore argentino
- 1967 - Mark Kozelek, cantautore e attore statunitense
- 1967 - Phil LaMarr, attore e doppiatore statunitense
- 1967 - Minna Lehtola, ex schermitrice finlandese
- 1967 - Gabrielle Lucantonio, critica cinematografica, giornalista e saggista italiana († 2013)
- 1967 - Giampaolo Minnucci, driver italiano
- 1967 - John Myung, bassista statunitense
- 1967 - Viktor Renejskij, ex canoista sovietico
- 1967 - Milenko Špoljarić, ex calciatore e allenatore di calcio jugoslavo
- 1968 - Luca Crovi, scrittore italiano
- 1968 - Fernando Escartín, ex ciclista su strada spagnolo
- 1968 - Antony Garrett Lisi, fisico statunitense
- 1968 - Tymerlan Husejnov, ex calciatore ucraino
- 1968 - Michael Kiske, cantante tedesco
- 1968 - Michele Lazazzera, ex velocista italiano
- 1968 - Heather McAdam, attrice statunitense
- 1968 - Mónica Molina, cantante spagnola
- 1968 - Mary Lou Retton, ex ginnasta statunitense
- 1968 - Giovanni Stroppa, allenatore di calcio e ex calciatore italiano
- 1968 - Carlos Turrubiates, allenatore di calcio e ex calciatore messicano
- 1968 - Gert Verhulst, attore, sceneggiatore e regista belga
- 1968 - Wang Huifeng, ex schermitrice cinese
- 1968 - Chris Warren, ex giocatore di football americano statunitense
- 1969 - Trym Bergman, ex calciatore norvegese
- 1969 - Claudio Canti, ex calciatore sammarinese
- 1969 - Louise Currey, ex giavellottista australiana
- 1969 - Carlos Rômulo Gonçalves e Silva, vescovo cattolico brasiliano
- 1969 - Albina Kamaletdinova, ex arciera tagika